# Sạm da do bạc
Sạm da do bạc, có tên khoa học là Argyria hoặc Argyrosis, là một tình trạng do tiếp xúc quá mức với các hợp chất hóa học của nguyên tố bạc hoặc bụi bạc. Các triệu chứng đặc trưng nhất của sạm da do bạc là da chuyển sang màu tím hoặc tím xám. Bệnh sạm da do bạc về tổng thể ảnh hưởng đến những vùng rộng lớn trên nhiều bề mặt có thể nhìn thấy của cơ thể. Sạm da do bạc xuất hiện ở một số khu vực giới hạn của cơ thể, chẳng hạn như các mảng da, các bộ phận của màng nhầy hoặc kết mạc.
Các thuật ngữ argyria và argyrosis từ lâu đã được sử dụng thay thế cho nhau, với argyria được sử dụng thường xuyên hơn. Argyrosis đã được sử dụng đặc biệt trong việc đề cập đến argyria của kết mạc. Thuật ngữ này xuất phát từ tiếng Hy Lạp cổ đại: ἄργυρος argyros silver.

## Sinh lý bệnh học
Ở động vật và con người, việc sử dụng lâu dài các sản phẩm bạc thường dẫn đến sự tích tụ dần dần các hợp chất bạc ở các bộ phận khác nhau của cơ thể. Như trong nhiếp ảnh (tại đó bạc được sử dụng vì sự nhạy cảm của nó với ánh sáng), tiếp xúc với các hợp chất bạc nhạt hoặc không màu để ánh sáng mặt trời phân hủy chúng thành bạc kim loại hoặc bạc sulfide. Thông thường các loại hạt này thâm nhập vào cơ thể người dưới dạng các hạt vi mô trong da, có tác dụng với một sắc tố tối. Tình trạng này được gọi là argyria hoặc argyrosis.
Dung nạp thường xuyên cũng có thể dẫn đến các sắc tố bạc lắng đọng trong các cơ quan khác tiếp xúc với ánh sáng, đặc biệt là mắt. Trong kết mạc thường không có hại, nhưng nó cũng có thể ảnh hưởng đến thấu kính, dẫn đến các hiệu ứng nghiêm trọng. Sạm da do bạc thường là kết quả từ việc sử dụng trực tiếp các chất có chứa bạc, chẳng hạn như một số loại thuốc nhỏ mắt. Tổng quát, sạm da do bạc là kết quả của việc nuốt thường xuyên hoặc hít phải các hợp chất bạc, hoặc do mục đích dùng thuốc tại nhà, hoặc là kết quả của việc làm việc với các hợp chất bạc hoặc bạc.
Trong khi bạc có khả năng độc hại đối với con người ở liều cao, nguy cơ gây tổn hại nghiêm trọng từ liều thấp xảy ra trong một thời gian ngắn được xem có ảnh hưởng không đáng kể. Điều trị nhiễm trùng bên ngoài được coi là an toàn. Bạc được sử dụng trong một số thiết bị y tế vì tính chất chống vi sinh vật của nó, bắt nguồn từ hiệu ứng oligodynamic. Việc tiêu hóa mãn tính hoặc hít phải các chế phẩm bạc (đặc biệt là bạc keo) có thể dẫn đến sạm da do bạc và các cơ quan khác. Đây không phải là mối đe dọa đến tính mạng, nhưng được xem nguyên nhân phá hoại vẻ ngoài của người mắc phải. Sạm da do bạc sẽ trở nên trầm trọng hơn và tích tụ nhiều hơn khi tiếp xúc với bạc liên tục mà không được điều trị.

## Lịch sử
Kể từ ít nhất là giữa thế kỷ 19, các bác sĩ đã biết rằng các hợp chất bạc hoặc bạc có thể gây ra một số vùng da và các mô cơ thể khác chuyển sang màu xám hoặc xám xanh. Sạm da do bạc xảy ra ở những người ăn hoặc uống bạc với số lượng lớn trong một thời gian dài (vài tháng đến nhiều năm). Những người làm việc trong các nhà máy sản xuất sản phẩm bạc cũng có thể hít vào bạc hoặc các hợp chất của nó. Trong quá khứ, một số công nhân này xảy ra các triệu chứng của Sạm da do bạc. Tuy nhiên, mức độ bạc trong không khí và độ phơi sáng gây ra sạm da do bạc ở những công nhân này vẫn chưa được biết đến. Trong lịch sử, bạc keo, một chất lỏng dạng keo của các hạt bạc vi mô, cũng được sử dụng như một loại thuốc để điều trị một loạt các bệnh. Vào những năm 1940, chúng bị lạm dụng quá mức trong việc sử dụng thuốc kháng sinh dược phẩm, chẳng hạn như penicillin.